# 1-Hexanol
1-Hexanol ist ein aliphatischer, primärer Alkohol aus der homologen Reihe der Alkanole.  Er besitzt die Summenformel C6H14O. Auf Grundlage dieser Summenformel lassen sich sechzehn weitere konstitutionsisomere Alkohole formulieren, die Hexanole.

## Vorkommen

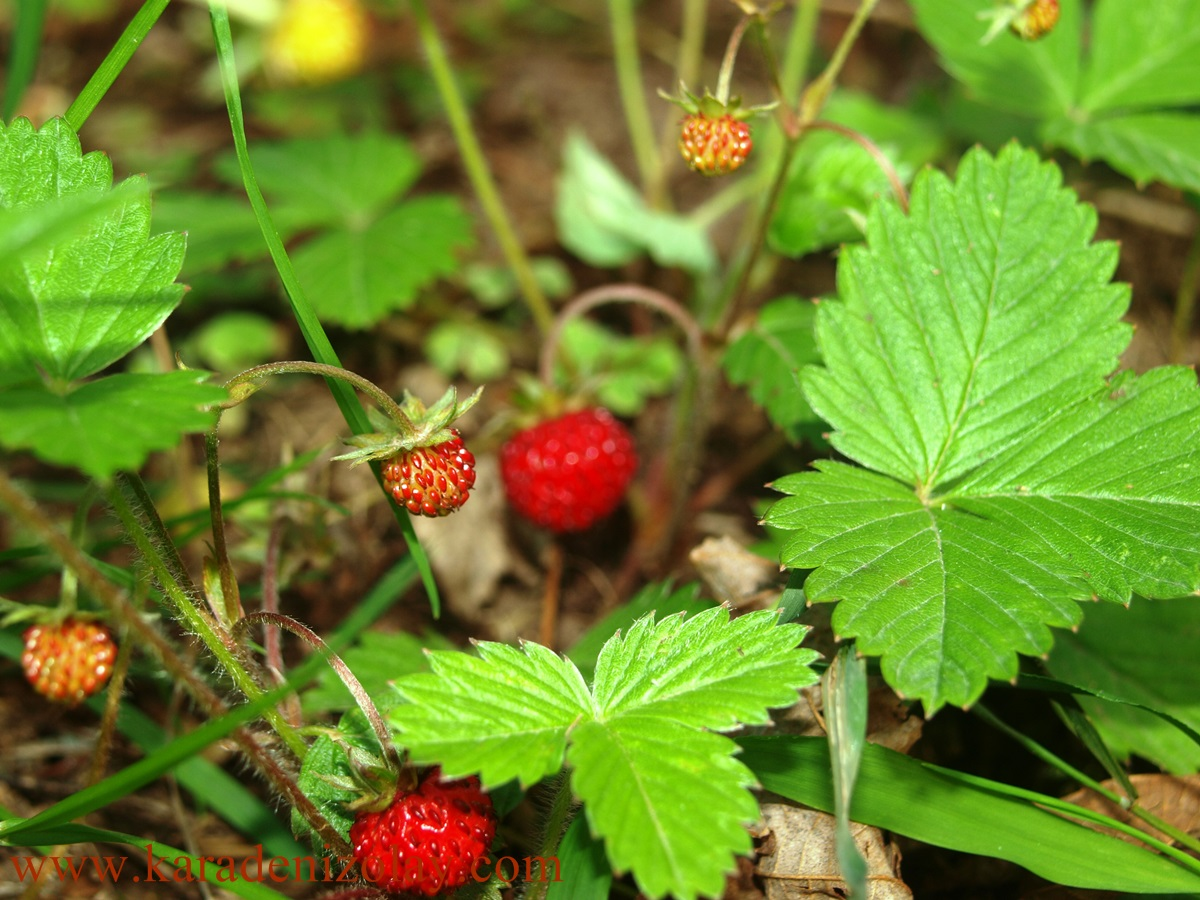
Wald-Erdbeeren enthalten u. a. 1-Hexanol

Natürlich kommt 1-Hexanol u. a. in Wald-Erdbeeren, Bananen, Tomaten (Lycopersicon esculentum), Knoblauch (Allium sativum var. sativum), Capsicum frutescens, Spanischem Pfeffer (Capsicum annuum), Sojabohnen (Glycine max), Petersilie (Petroselinum crispum), Yulan-Magnolien (Magnolia denudata), Äpfeln (Malus domestica), Noni (Morinda citrifolia), Duftveilchen (Viola odorata), Tee (Camellia sinensis), der Amerikanischen Schönfrucht (Callicarpa americana), der Roselle (Hibiscus sabdariffa), dem Kampherbaum ( Cinnamomum camphora), dem Zedrachbaum (Melia azedarac) und dem Cocastrauch (Erythroxylum coca) vor.

## Gewinnung und Darstellung
1-Hexanol kann mit Hilfe des so genannten Alfol-Verfahrens isomerenfrei hergestellt werden: Das vom deutschen Chemiker Karl Ziegler entwickelte Verfahren sieht eine Aluminium-organische Synthese auf Basis von Ethen vor.

## Eigenschaften

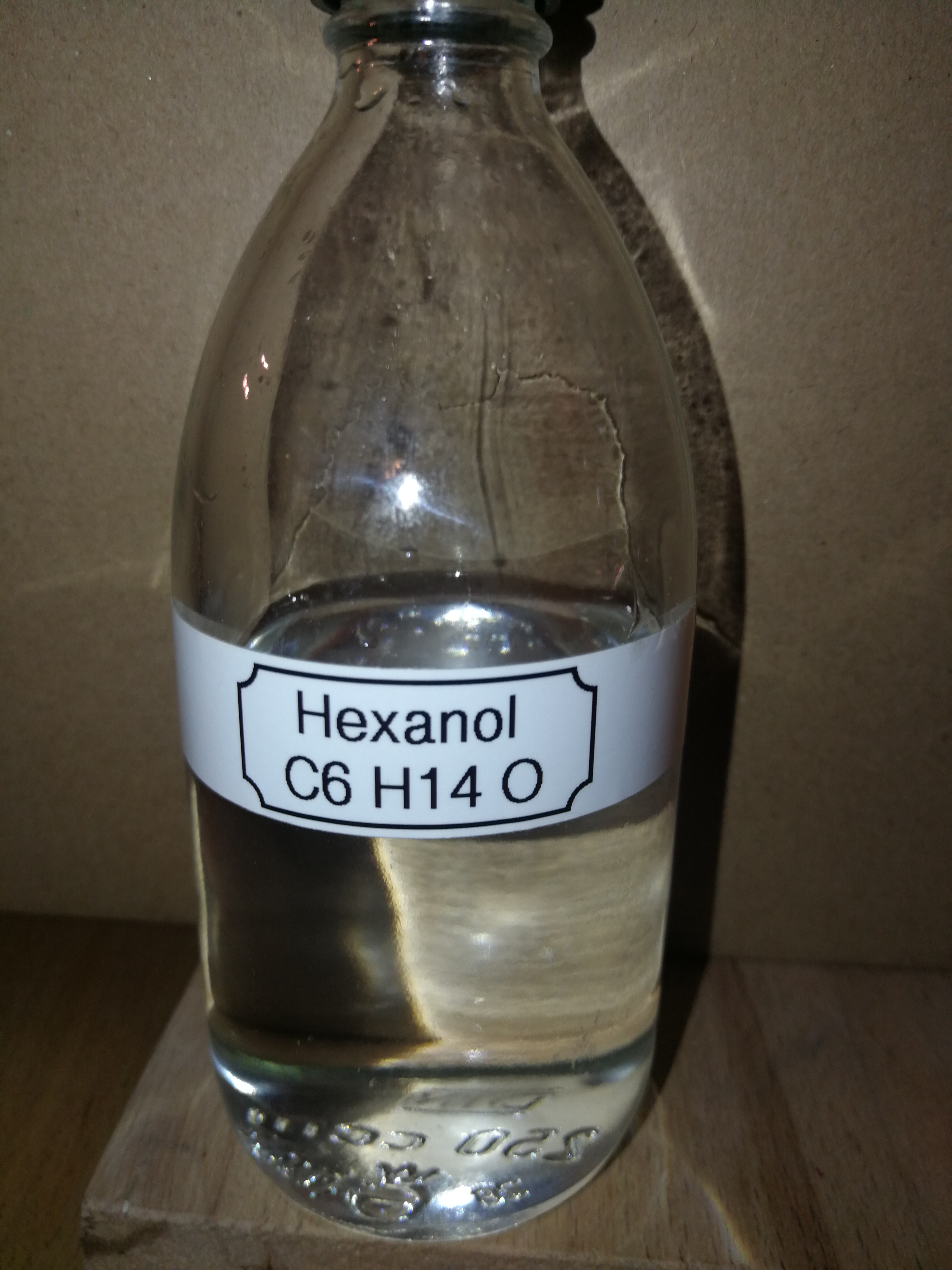
Hexan-1-ol

1-Hexanol ist eine klare, farblose Flüssigkeit mit angenehm süßlichem Geruch, die leicht brennbar ist. Der Flammpunkt liegt bei 60 °C. Bei einer Temperatur von 280 °C entzündet sich die Verbindung selbst. In Wasser löst es sich kaum, in 175 ml Wasser lösen sich lediglich 1 ml Hexanol. Mit Wasser wird ein bei 97,8 °C siedendes Azeotrop gebildet. Die Azeotropzusammensetzung ist dabei 67,2 Ma% Wasser und 32,8 Ma% 1-Hexanol.

## Verwendung
1-Hexanol wird zuweilen in der organischen Chemie als Lösungsmittel für Kohlenwasserstoffe, Schellack, Leinöl, Hormone und viele Harze eingesetzt. Es dient weiterhin als Zwischenprodukt bei der Herstellung von Tensiden, Weichmachern und Insektenabwehrmitteln. Außerdem kommt es in Heizkostenverteilern nach dem Verdunstungsprinzip zum Einsatz.